# Jern(III)klorid
Jern(III)klorid (FeCl3) er et salt bestående af ionerne Fe3+ og klorid, Cl−. Farven på krystaller af jern(III)klorid afhænger af synsvinklen; de kan enten fremstå mørkegrønne eller purpurrøde. Vandfri jern(III)klorid er vandsugende. I naturen forekommer jern(III)klorid som det sjældne mineral molysit.
I vandig opløsning undergår jern(III)klorid hydrolyse og afgiver varme ved en exoterm reaktion. Den resulterende brune, sure og ætsende opløsning anvendes bl.a. til rensning af spildevand og i produktion af drikkevand. Vandfri jern(III)klorid er en rimeligt stærk Lewissyre og anvendes som katalysator i organisk syntese.